# San Millán de Yécora
San Millán de Yécora és un municipi de la Rioja, a la regió de la Rioja Alta.